# Симон, Франсуа (велогонщик)
Франсуа́ Симо́н (фр. François Simon; род. 28 октября 1968, Труа) — французский шоссейный велогонщик, выступавший на профессиональном уровне в период 1991—2002 годов. Победитель этапов «Тур де Франс» и «Джиро д’Италия», чемпион Франции, победитель и призёр многих крупных гонок на шоссе в составе французских команд Castorama, Gan, Crédit Agricole, Bonjour.

## Биография
Франсуа Симон родился 28 октября 1968 года в коммуне Труа департамента Об, Франция.
Начал заниматься велоспортом по примеру своих старших братьев Режиса, Паскаля и Жерома, которые впоследствии тоже стали профессиональными гонщиками.
Впервые заявил о себе в велоспорте в сезоне 1990 года, когда выиграл первый этап «Тура Австрии» и третий этап Circuit des mines — во втором случае также стал победителем генеральной классификации.
В 1991 году подписал контракт с недавно созданной французской профессиональной командой Castorama, в составе которой находился в течение последующих четырёх лет.
В 1992 году победил в генеральной классификации Mi-août bretonne, выиграл отдельные этапы «Тур Пуату — Шаранты» и «Тур де л’Авенир», впервые выступил в гранд-туре «Джиро д’Италия», где сумел выиграть пятнадцатый этап.
В 1993 году вновь успешно выступал на «Тур Пуату — Шаранты» и «Тур де л’Авенир», победил здесь на отдельных этапах, в обоих случаях оказался вторым в генеральных классификациях. Стал вторым на «Гран-при Рена», уступив на финише только соотечественнику Эдди Сеньёру. В этом сезоне дебютировал в супервеломногодневке «Тур де Франс», в дальнейшем участвовал в ней на протяжении десяти сезонов подряд.
В 1994 году был вторым на À travers le Morbihan и третьим на «Гран-при Марсельезы».
В 1995 году занял второе и третье места в гонках «Четыре дня Дюнкерка» и «Этуаль де Бессеж» соответственно.
Начиная с 1996 года представлял другую французскую команду Gan, с ней сразу же отметился победами на отдельных этапах Circuit de la Sarthe и «Критериум Дофине».
В 1997 году стал третьим на «Рут-дю-Сюд» и шестым на «Критериум Дофине». В этом сезоне в первый и единственный раз в своей карьере принимал участие в «Вуэльте Испании», однако гонку не закончил.
В 1999 году одержал победу на шоссейном чемпионате Франции, был лучшим на «Шатору Классик де л’Эндр», девятым на «Критериум Дофине».
В 2000 году перешёл в команду Bonjour, отметился достаточно успешным выступлением в гонке «Париж — Ницца», где выиграл пятый этап и стал четвёртым в генеральной классификации.
На «Тур де Франс» 2001 года в течение шести дней владел жёлтой майкой лидера, в итоговом общем зачёте гонки расположился на шестой строке.
Последний раз выступал на профессиональной уровне в сезоне 2002 года, в этом году состоялось десятое подряд выступление Симона на «Тур де Франс», однако, в отличие от всех предыдущих случаев, здесь он не смог проехать всю дистанцию до конца — на 12 этапе не уложился в лимит времени. На том принял решение завершить карьеру профессионального спортсмена.